# 東大宮親水公園
東大宮親水公園（ひがしおおみやしんすいこうえん）は、埼玉県さいたま市見沼区東大宮二丁目および同三丁目にある公園（親水公園）である。

## 概要
1988年（昭和63年）3月開設。見沼代用水西縁が綾瀬川の交差部（座標）と芝川の交差部（座標）の間にあった大宮台地（片柳支台）を横断する切通しを暗渠化した箇所の一部を用いて作られた。この辺りは切通しの開削が深くて管理上の危険が多い場所であった。
公園内にパーゴラ、洗面所、流水のある水遊び場が設けられている。
敷地面積：8,000 m2。JR宇都宮線（東北本線）東大宮駅より徒歩15分。